# Wolfgang Schneider (Mediziner, 1952)

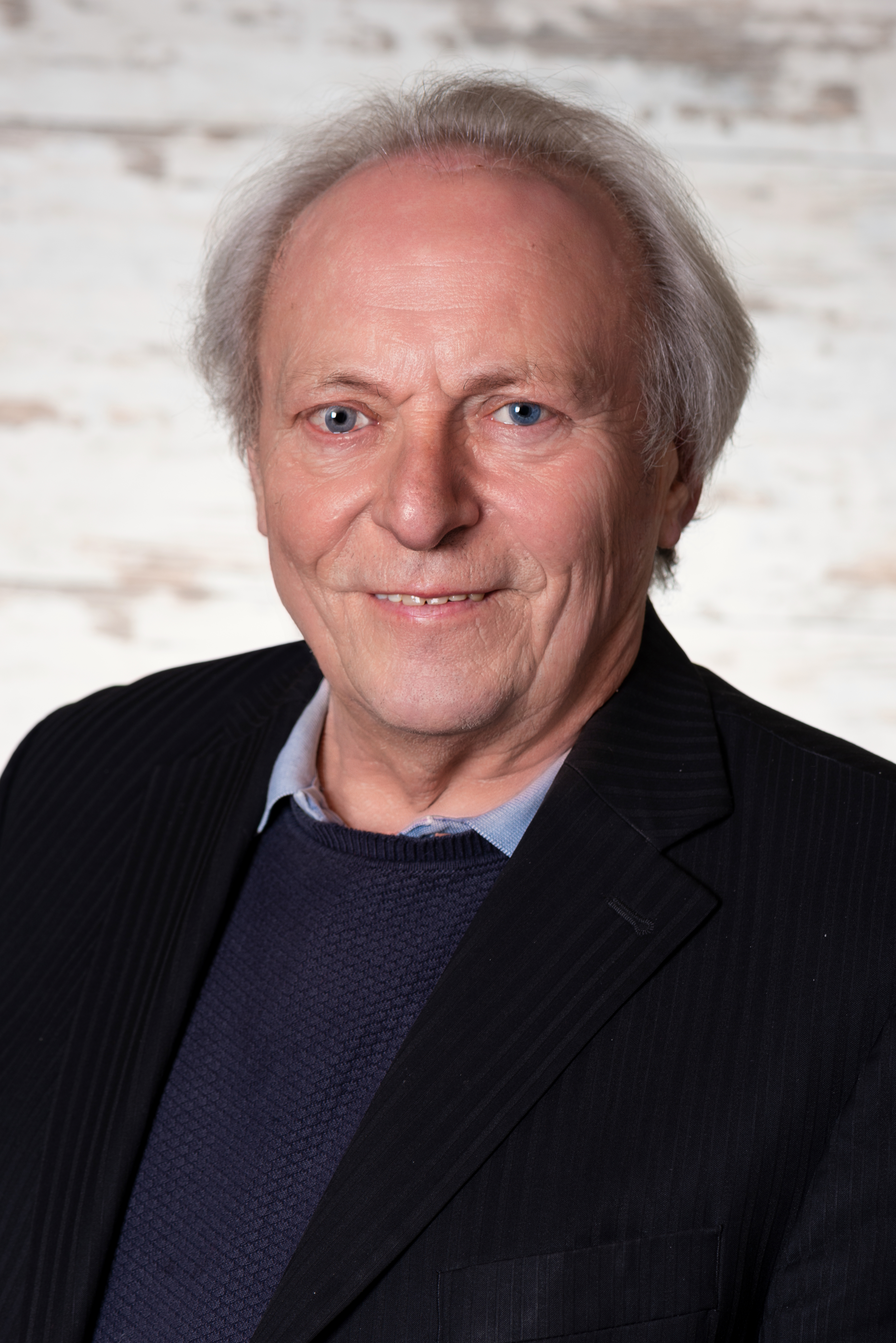
Wolfgang Schneider (2021)

Wolfgang Schneider (* 18. September 1952 in Wolfsburg) ist ein deutscher Arzt für Psychosomatische Medizin und Psychotherapie, Psychiatrie, Sozialmedizin und Psychoanalyse und Professor an der Universität Rostock.

## Werdegang
Schneider studierte 1973 für ein Jahr Anglistik und Politikwissenschaften in Frankfurt am Main, bevor er 1974 das Studium der Psychologie an der Universität Marburg aufnahm. Nach dem Diplom als Psychologe 1979 studierte er Medizin an der Universität Münster und erlangte 1985 sein Medizinisches Staatsexamen. Im selben Jahr wurde er dort zum Doktor der Medizin und 1987 an der Universität Marburg zum Doktor der Naturwissenschaften promoviert. Zugleich absolvierte er von 1985 bis 1989 die Facharztausbildung für Psychiatrie an der Psychiatrischen Universitäts-Klinik Lübeck.

## Akademische und Medizinische Laufbahn
Vom Sommer 1989 bis Dezember 1994 war Schneider Leitender Oberarzt der Abteilung für Psychosomatik und Psychotherapie an der Ruhr-Universität Bochum und habilitierte sich dort im Jahr 1991. Schneider war von 1995 bis 2018 an der Universität Rostock Direktor der Universitätsklinik und Poliklinik für Psychosomatik und Psychotherapeutische Medizin und Professor für das Fachgebiet. Seit 2000 leitet er das Institut für Psychotherapie, Gesundheitswissenschaften und Organisationsentwicklung (IPGO).
Außerdem lehrt und forscht Schneider zu den Themen Psychotherapie, Indikation, Diagnostik, Rehabilitation und Prävention sowie sozialmedizinische Begutachtung. Er ist Mitbegründer der Operationalisierten psychodynamischen Diagnostik (OPD), eines diagnostischen Instruments, das gegenüber den operationalisierten psychiatrisch-psychologischen Diagnosemanualen der ICD-10 (International Classification of Diseases) des DSM IV (Diagnostic and Statistical Manual of Mental Disorders) eine psychodynamische Perspektive im Prozess der Diagnostik aufweist und deshalb eine stärkere Aussagekraft für die Entscheidung für die zu indizierende Behandlung hat. Schneider war federführend bei der Erstellung der Leitlinie „Begutachtung psychischer und psychosomatischer Erkrankungen“ der AWMF (Arbeitsgemeinschaft der Wissenschaftlichen Medizinischen Fachgesellschaften e.V.).
Schneider verfasste mehrere Fachbücher und publiziert regelmäßig in wissenschaftlichen Fachjournalen. Er ist Mitglied in der Deutschen Gesellschaft für Psychosomatische Medizin und Psychotherapie (DGPM), dem Deutschen Kollegium für Psychosomatische Medizin (DKPM), der Deutschen Gesellschaft für Medizinische Psychologie sowie der Deutschen Psychoanalytischen Vereinigung (DPV).

## Inhalte und Aktivität
Schneider bietet am von ihm geleiteten Institut für Psychotherapie, Gesundheitswissenschaften und Organisationsentwicklung (IPGO) seit 2000 eine Ausbildung  für Psychologen und Ärzte für psychodynamisch orientierte Psychotherapie an. Schneider interessiert sich insbesondere für den Zusammenhang zwischen sozialen Faktoren und der psychischen Befindlichkeit bzw. der Entstehung psychischer Störungen. Vor diesem Hintergrund befasste er sich mit den besonderen Herausforderungen der modernen Arbeitswelt für die Mitarbeiter. Die Tendenz zu einer vorschnellen Medikalisierung oder Pathologisierung war ein weiteres zentrales Thema seiner wissenschaftlichen Tätigkeit aber auch seiner Weiterbildungsaktivitäten. Schneider organisierte Tagungen und Seminare für Unternehmen und Organisationen, wie z. B. die Veranstaltung „Die psycho-sozialen Herausforderungen der modernen Arbeitswelt“ die 2010 gemeinsam mit der Friedrich-Ebert-Stiftung realisiert wurde, sowie die Tagung zur „Medikalisierung sozialer Probleme“ im Jahr 2013. Gemeinsam mit Harald J. Freyberger veranstaltete Schneider jährlich die Warnemünder Psychotherapietage über nahezu 20 Jahre. Darüber hinaus führte er überregionale Weiterbildungen für Psychotherapie und Psychosomatik für Arbeitsmediziner durch.

## Publikationen
- 1985: Schneider, W.: „Untersuchung der psychosozialen Entwicklungsbedingungen von Patienten mit einer angeborenen analen Inkontinenz, unter der besonderen Berücksichtigung der therapeutischen Problemstellungen und Effekte der Sakralen-Sphinkter-Ersatz-Implantation“. Münster (Westfalen), Univ., Dissertationsschrift
- 1987: Schneider, W.: „Zum Begriff der Psychotherapiemotivation, Konstruktvalidierung und Entwicklung eines Messinstrumentes“. Marburg an der Lahn, Univ., Dissertationsschrift
- 1990: Schneider, W.: „Indikationen zur Psychotherapie“. Beltz, Weinheim und Basel, ISBN 978-3-407-86011-8
- 2002: Ahrens, S. u. Schneider, W.: „Lehrbuch der Psychotherapie und Psychosomatischen Medizin“. Schattauer, F.K. Verlag, ISBN 978-3-7945-2070-1
- 2002: Freyberger, H.J.; Schneider, W.; Stieglitz, R.-D.: „Kompendium Psychiatrie, Psychotherapie, Psychosomatische Medizin“. Karger, Basel, 2. Aufl., ISBN 978-3-8055-7272-9
- 2006: Arbeitskreis OPD: „Operationalisierte Psychodynamische Diagnostik – OPD-2. Das Manual für Diagnostik und Therapieplanung“. Huber, Bern, ISBN 978-3-456-84285-1
- 2013: Schneider, W.; Gerecke, U.; Kastner, M.; Parpart, J.; Peschke, M.: „Psychosoziales Gesundheitsmanagement im Betrieb“, Huber, Verlag Hogrefe, Bern, ISBN 978-3-456-85275-1
- 2015: Schneider, W.; Dohrenbusch, R.; Henningsen, P.; Freyberger, H. J.; Irle, H.; Köllner, V.; Widder, B.: „Begutachtung bei psychischen und psychosomatischen Erkrankungen: Autorisierte Leitlinien und Kommentare“. 2. überarbeitete und erweiterte Auflage, Hogrefe, ISBN 978-3-456-85565-3
- 2022: Schneider, W.: „Eine Gesellschaft zwischen Narzissmus, Hysterie und Abhängigkeit“. Hogrefe Verlag, Bern, ISBN 978-3-456-86217-0

### Mitherausgeberschaft wissenschaftlicher Zeitschriften
- Psychotherapeut, Springer Medizin
- Recht und Praxis der Rehabilitation, Universitätsverlag Halle-Wittenberg
- ASU – Zeitschrift für medizinische Prävention, Alfons W. Gentner Verlag